# Nüpode huitoto
Nüpode huitoto o Nɨpode és una llengua indígena americana parlada a l'oest d'Amèrica del Sud. Ocasionalment se l'ha anomenat Muinane Witoto, per no confondre'l amb la llengua muinane.

## Classificació
El nüpode huitoto pertany a la família de llengües witoto. Juntament amb el Mɨnɨca i el Murui, és un dels tres idiomes propis dels witotos.

## Distribució geogràfica
El Nüpode Huitito és parlat per només 100 persones a la regió de Loreto, al nord-est del Perú, on té oficialitat. Els parlants també utilitzen els altres dos idiomes huitoto (murui i minica). S'escriu amb l'alfabet llatí i hi ha traduïdes algunes porcions bíbliques. A més, s’ha escrit un diccionari i una gramàtica.

## Fonologia

### Consonants
|           | Bilabial | Alveolar | Postalveolar/ Palatal | Velar | Glotal |
| Nasal     | m        | n        | ɲ                     | ŋ     |        |
| Oclusiva  | p b      | t d      | tʃ dʒ                 | k ɡ   | ʔ      |
| Implosiva | ɓ        | ɗ        |                       |       |        |
| Fricativa | β        |          |                       |       | h      |
| Flap      |          | r        |                       |       |        |

### Vocals
|         | Anterior | Central | Posterior |
| ------- | -------- | ------- | --------- |
| Tancada | i        | ɨ       | u         |
| Oberta  | e        | a       | o         |